# Польская школьная форма

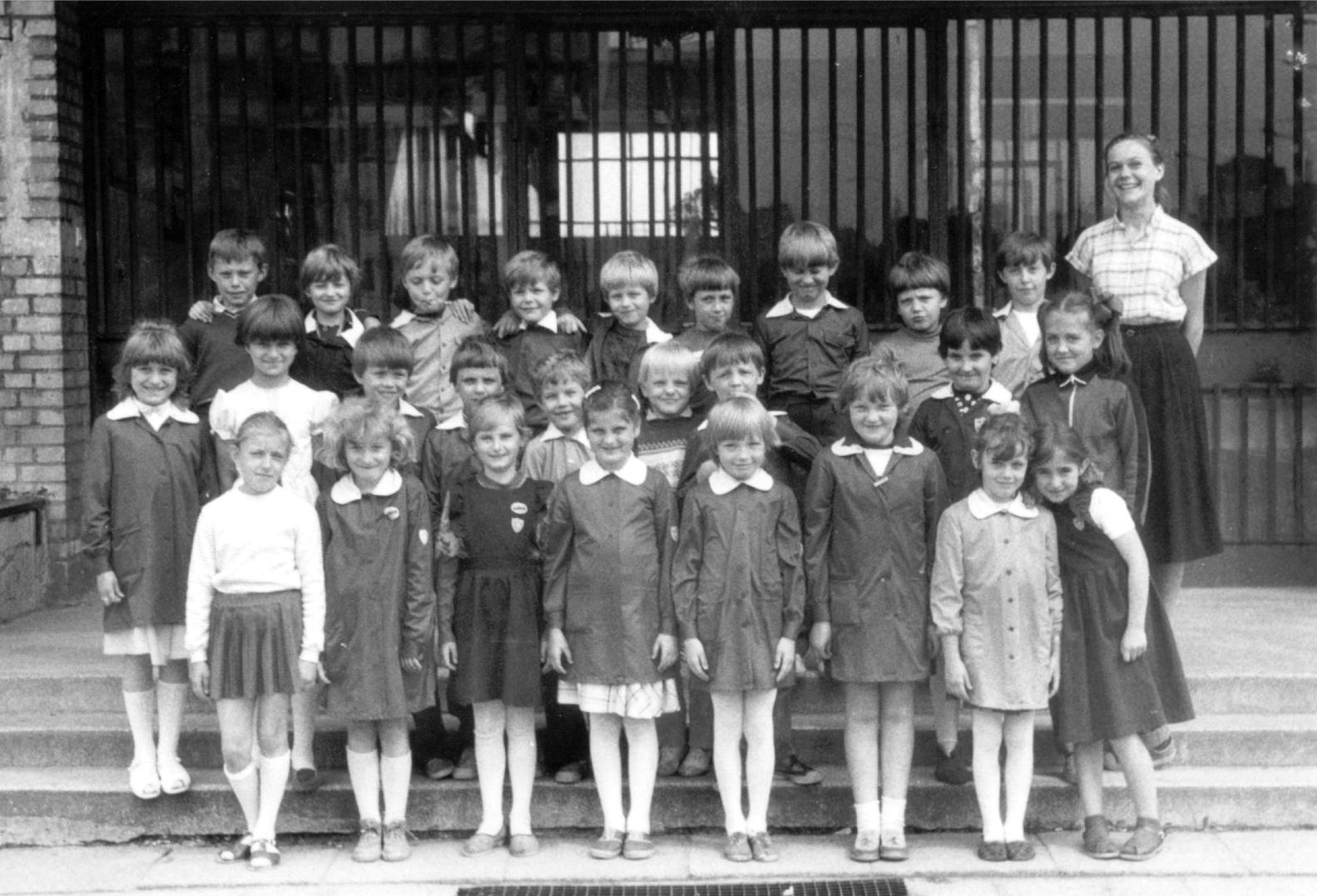
Польские дети в школьной форме, первая половина 1980-х

Польская школьная форма — необязательная повседневная форма одежды для учеников школ Польши.

## В XX веке
В начале XX века школьная одежда девочек состояла из тёмно-синей блузки с белым воротничком и плиссированной юбкой, длиной до середины икры. Костюмы мальчиков напоминали военную форму, с накрахмаленным белым воротничком. Кроме того, девушки носили шляпы.
Ношение школьной формы предписывала сама школа. Часто девичья одежда состояла из берета, складчатой юбки, блузки из того же материала с манжетами, вставками и белым воротничком. Аналогичная форма была в гимназии имени Элизы Ожешко в Вильнюсе: темно-синяя плиссированная юбка, темно-синяя рубашка и фартук с лентами, скрещенными на спине. В Женской гимназии Люблинской унии города Люблина форма состояла из платья и застёгнутого пиджака, с длинными рукавами и карманами, с поясом и белым воротничком, головной убор представляла сначала шапочка, позже берет. Чулки только тёмные. В праздничные дни надевался чёрный передник, белая блузка и тёмно-синяя юбка, также пальто, исключительно тёмно-синего цвета. Реформа 1932—1933 гг. ввела обязательным ношение школьного щитка (эмблемы).
Школьная форма девочек после Второй мировой войны представляла собой синие фартуки до колен с белым воротничком, синие пальто и береты. Мальчики носили тёмно-синие костюмы. Эта форма носилась в течение всего учебного года, и не только в школе. Исключение — праздники.
Фартуки для девочек шились из чёрной ткани, позже — из синтетических волокон, тёмно-синего, иногда тёмно-бордового цвета с крестообразным пересечением лент на спине. Пиджак мальчиков имел на груди два кармана. В начале 1980-х из-за кризиса и трудностей с приобретением фартуков во многих школах от обязательной школьной формы отказались. В некоторых начальных школах такие фартуки носились до конца 1980-х годов.

## В XXI веке
Идею вернуться к школьной форме впервые официально предложил министр Роман Гертых. В речи на радио по случаю начала 2006/07 учебного года, он сказал:

Мы хотели бы призвать директоров ввести форму для учащихся. Школьная форма не только повысит безопасность в школах и наведёт порядок в одежде, но, я уверен, что она станет красивой традицией и гордостью каждого школьника.— Роман Гертых, речь 1 сентября 2006 года
В регулировании от 9 февраля 2007 года в рамках уставов общественных детских садов и школ были упомянуты только «аккуратный внешний вид» и «соответствующий наряд», но комитет Сейма доработал закон о системе образования, в котором предлагалось ввести обязательное ношение школьной одежды. В соответствии с измененным Законом об образовании от 11 апреля 2007 года в начальной и средней школе вводилась «парадная форма».
Её одновременное введение в школе должно было определяться на местах, в реальности же существовало большое разнообразие установленных норм одежды в разных школах. В большинстве школ «формой» являлись только жилетка или рубашка, которые формально принимались для того, чтобы выполнить требование школьного устава.
Внесённые изменения в Закон об образовании от 13 июня 2008 года отменили обязательное ношение школьной формы и предоставили полную свободу принимать решение по этому вопросу самому школьному сообществу.